# Crossopriza pristina
Crossopriza pristina is een spinnensoort uit de familie trilspinnen (Pholcidae). De soort komt voor in Jemen en is de typesoort van het geslacht Crossopriza.